# Портал (Северна Дакота)
Портал (енгл. Portal) град је у америчкој савезној држави Северна Дакота.

## Демографија
По попису из 2010. године број становника је 126, што је 5 (-3,8%) становника мање него 2000. године.
| Група             | 2000.       | 2010.       |
| Белци             | 130 (99,2%) | 116 (92,1%) |
| Афроамериканци    | 0 (0,0%)    | 1 (0,8%)    |
| Азијати           | 0 (0,0%)    | 0 (0,0%)    |
| Хиспаноамериканци | 0 (0,0%)    | 5 (4,0%)    |
| Укупно            | 131         | 126         |